# BSNメディアホールディングス
株式会社BSNメディアホールディングス（ビーエスエヌメディアホールディングス、英: BSN MEDIA HOLDINGS INC.）は日本の認定放送持株会社。2023年（令和5年）6月1日をもって、新潟放送からこの社名に変更した。

## 経緯
2022年（令和4年）7月29日に認定放送持株会社に移行することが発表された。背景として、新潟放送のグループパーパスとして、「BSNグループは新潟の情報産業として地域に寄り添い、様々な課題を解決していくことを通して新潟の持続的な発展に貢献し続けます。」を掲げているのと、2022年（令和4年）10月に開局70周年を迎えたことを記念した「70の夢応援プロジェクト」を始めとして、「コミュニケーションによる社会の課題解決」に取り組んでいる。また、BSNグループの2021年度から2023年度の中期経営計画では、「地域の未来戦略に寄与するビジネスを「パートナーシップ」と「デジタル」で創造する」・「グループとしての総合的な事業提案を強化」・「グループの経営基盤強化」の3つをBSNグループの重点項目として掲げており、「新潟の持続的な発展に貢献し続けるため」に積極的な取り組みを続けている。
こうした状況の中で、事業環境の急速な変化に対応して、「新潟の情報産業を担う企業グループ」として、「デジタルで地域課題を解決する」こと」を強化するために「グループガバナンスの強化を通じたグループ全体の最適化」に加え、「迅速な意思決定を可能とする経営体制」を実現する必要があると判断し、今回、認定放送持株会社を導入することになった。
当初は、2023年（令和5年）4月1日に認定放送持株会社の移行を予定していたが、「関係官庁からの許認可などが得られていない」ことを理由に同年6月1日に延期した。その後、4月14日に総務省の電波監理審議会から「諮問のとおり認定することが適当である」という答申が出され、ようやく、2023年（令和5年）6月1日をもって、認定放送持株会社に移行することになった。それにより全国で12番目、東京・名古屋・大阪・福岡・北海道の基幹局以外の放送局では2番目、TBS系列局ではTBSホールディングス、中部日本放送（CBC）、RKB毎日ホールディングス、MBSメディアホールディングス、RSKホールディングスに続いて6番目になり、新潟県および（TXN（テレビ東京）系列を除いた）県内民放テレビ局が4局体制の地域では初の持株会社になった。尚、このことにより、株式上場の特定地上基幹放送事業者は消滅することとなった。
テレビ・ラジオを分社化したTBSホールディングス、中部日本放送、MBSメディアホールディングスとは異なり、RKB毎日ホールディングス、RSKホールディングスと同様にテレビ放送事業とラジオの放送事業は分離せずラジオ・テレビ兼営局を継続する。

## 資本構成

### 概要
新潟県企業の新潟日報社（14.21%）と越後交通（9.65%、2011年3月以前は越後交通と同社子会社の長鐡工業で分割所有）は、キー局のTBSホールディングス（8.08%）よりも出資比率が高い。かつては政治家の田中角栄が大株主であった。

### 2025年3月31日
出典:
| 資本金 | 発行済株式総数 | 株主数 |
| ------ | -------------- | ------ |
| 3億円  | 6,000,000株    | 656    |

| 株主                | 株式数  | 比率   |
| ------------------- | ------- | ------ |
| 新潟日報社          | 852千株 | 14.21% |
| 越後交通            | 579千株 | 9.65%  |
| TBSホールディングス | 485千株 | 8.08%  |
| 光通信              | 449千株 | 7.48%  |
| 第四北越銀行        | 289千株 | 4.82%  |
| 第四北越リース      | 256千株 | 4.27%  |
| NSGホールディングス | 195千株 | 3.25%  |
| UH Partners 2       | 177千株 | 2.95%  |
| サトウ食品          | 136千株 | 2.26%  |
| エスアイエル        | 125千株 | 2.09%  |

### 過去の資本構成
企業・団体は当時の名称。出典：

## 傘下企業
出典
- 放送事業
  - 新潟放送（旧・新潟放送分割準備会社）
  - 株式会社語れ[15]（非連結・持分法非適用会社）
- 情報処理サービス事業 - BSNアイネット
  - ビーアイテック
  - エム・エス・シー
  - ITスクエア
  - 龍越ソフト
  - エヌ・ティ・エス
  - 日本ファシリティ
  - グローバルネットコア
- 建物サービス・その他事業 - BSNウェーブ（旧・新潟放送興業）